# Jules César Ducommun
Jules César Ducommun (1829 - 1892) fue un político, y naturalista suizo. Participó en la Anexión de la Saboya como comisario secretario del Buró de extranjeros

## Honores

### Eponimia
Especies
- (Asteraceae) Taraxacum ducommunii Soest[2]

- La abreviatura «Ducommun» se emplea para indicar a Jules César Ducommun como autoridad en la descripción y clasificación científica de los vegetales.[3]